# Montoulieu (Ariège)
 Montoulieu  es una población y comuna francesa, en la región de Mediodía-Pirineos, departamento de Ariège, en el distrito de Foix y cantón de Foix-Rural.

## Demografía
| 239 | 398 | 202 | 220 | 278 | 305 |
| Para los censos de 1962 a 1999 la población legal corresponde a la población sin duplicidades (Fuente: INSEE [Consultar]) |     |     |     |     |     |